# Thecha
Le thecha est un condiment épicé préparé en Inde dans les états du Maharashtra, du Rajasthan, du Madhya Pradesh et dans certaines régions du Karnataka et de l'Andhra Pradesh. Il a de nombreuses variantes mais les ingrédients principaux sont les piments (verts ou rouges) et l’ail, trempés dans l’huile avec une multitude d’épices comme le cumin, les graines de sésame, le hing, les clous de girofle et assaisonnés avec de la noix de coco râpé. Les recettes traditionnelles exigent que les ingrédients soient broyés ou pilés dans des pastels[Quoi ?] de métal ou de pierre, mais les recettes modernes utilisent des broyeurs classiques,,.
Il est servi avec des plats comme le pithla bhakri,, ou est mangé avec des bhakri. Une variation régionale est le varhadi thecha. Il a été décrit par Sanjeev Kapoor comme un plaisir populaire.

## Recette
Une préparation courante se compose de gingembre, de piments verts, d'une tête d'ail avec la peau et de sel. Le tout est ensuite broyé grossièrement. L'huile est chauffée, et le mélange est ajouté puis pilé.